# Rennrodeln bei den Olympischen Spielen

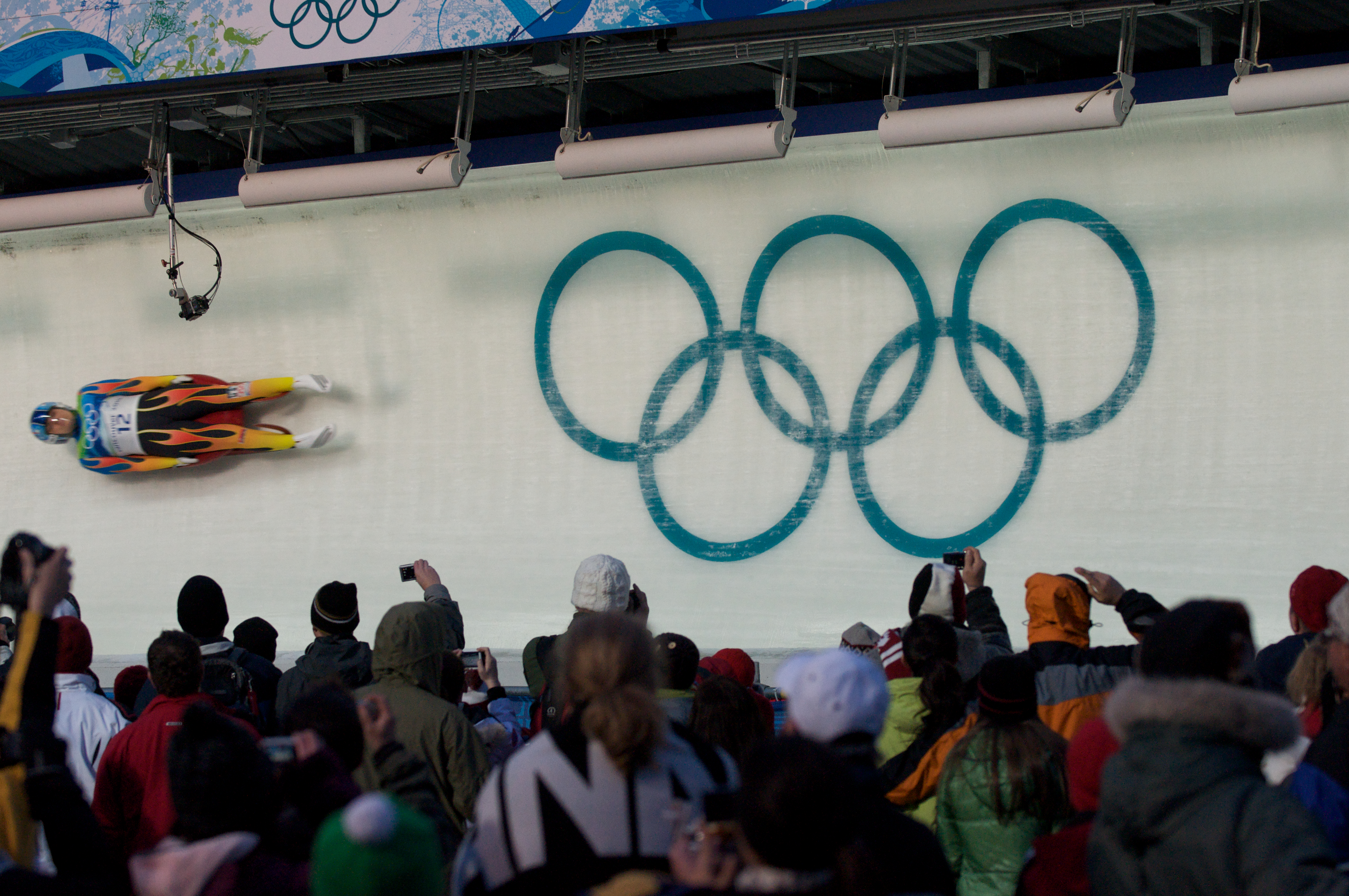
US-amerikanische Rennrodlerin Julia Clukey bei den Olympischen Winterspielen 2010

Rennrodeln gehört seit den Olympischen Winterspielen von 1964 durchgehend zum Programm der Olympischen Winterspiele. Bis 2010 wurden jeweils drei Rodelwettbewerbe – Einsitzer der Männer und Frauen sowie Doppelsitzer – ausgetragen. 2014 kam mit der Teamstaffel ein vierter Wettbewerb hinzu. Bisher starteten bei Olympischen Spielen nur Männer im Doppelsitzer, obwohl das Reglement Frauen von diesem Wettbewerb nicht ausschließt.
Erste, nicht erfolgreiche Bemühungen, Rodeln ins olympische Programm aufzunehmen, gab es bereits in den 1930er-Jahren. Das Internationale Olympische Komitee stimmte 1954 einem solchen Antrag zu, zehn Jahre später war die Disziplin erstmals olympisch. In den Anfangsjahren traten mehrere Schwierigkeiten auf, etwa die Wetteranfälligkeit der Sportart und die damit verbundenen häufigen Verschiebungen. Dieses Problem löste sich, als die olympischen Rodelwettkämpfe im Jahr 1976 zum ersten Mal auf Kunsteis stattfinden konnten. Ein weiteres Merkmal der Anfangsjahre waren Experimente mit neuen Techniken und mit dem Material, die ein immer genauer werdendes Reglement jedoch im Laufe der Zeit einschränkte. Sportlich bildeten bei fast allen Spielen das DDR-Team (bis 1988) beziehungsweise das gesamtdeutsche Team (ab 1992) die stärkste Mannschaft: Insgesamt gewannen deutsche Sportler bis 2022 37 der 51 Wettkämpfe und 86 von 150 vergebenen Medaillen.
Eine Übersicht über alle Medaillengewinner sowie eine genaue statistische Aufschlüsselung der Ergebnisse findet sich in der Liste der Olympiasieger im Rennrodeln.

## Übersicht der Wettbewerbe
| Wettbewerb             | 24 | 28 | 32 | 36 | 48 | 52 | 56 | 60 | 64 | 68 | 72 | 76 | 80 | 84 | 88 | 92 | 94 | 98 | 02 | 06 | 10 | 14 | 18 | 22 | 26 | 30 | Summe |
| ---------------------- | -- | -- | -- | -- | -- | -- | -- | -- | -- | -- | -- | -- | -- | -- | -- | -- | -- | -- | -- | -- | -- | -- | -- | -- | -- | -- | ----- |
| Einsitzer – Männer     |    |    |    |    |    |    |    |    | •  | •  | •  | •  | •  | •  | •  | •  | •  | •  | •  | •  | •  | •  | •  | •  |    |    | 16    |
| Doppelsitzer           |    |    |    |    |    |    |    |    | •  | •  | •  | •  | •  | •  | •  | •  | •  | •  | •  | •  | •  | •  | •  | •  |    |    | 16    |
| Einsitzer – Frauen     |    |    |    |    |    |    |    |    | •  | •  | •  | •  | •  | •  | •  | •  | •  | •  | •  | •  | •  | •  | •  | •  |    |    | 16    |
| Teamstaffel            |    |    |    |    |    |    |    |    |    |    |    |    |    |    |    |    |    |    |    |    |    | •  | •  | •  |    |    | 3     |
| Anzahl der Wettbewerbe |    |    |    |    |    |    |    |    | 3  | 3  | 3  | 3  | 3  | 3  | 3  | 3  | 3  | 3  | 3  | 3  | 3  | 4  | 4  | 4  |    |    | 51    |

Hinweis: Im Doppelsitzer sind bisher nur Männer gestartet, obwohl nach dem Reglement auch Frauen startberechtigt wären.

## Reglement

Logo der Fédération Internationale de Luge (FIL)

Die Rennrodelwettbewerbe bei Olympischen Winterspielen werden von dem internationalen Rennrodeldachverband, der Fédération Internationale de Luge (FIL), organisiert. Daher gilt auch für Olympia wie für alle FIL-Wettbewerbe die Internationale Rennrodelordnung (IRO). In dieser ist unter anderem die Anzahl der teilnahmeberechtigten Athleten eines Landes festgeschrieben – jeweils drei Sportler in den Einsitzerwettbewerben sowie zwei Paare im Doppelsitzer; außerdem werden in dem Dokument der Grundaufbau eines Rennrodelschlittens sowie die Verwendung von Zusatzgewichten geregelt. Neben diesen allgemeinen Bestimmungen existieren spezielle olympische Regeln, die zusätzlich zu der IRO bei Olympischen Winterspielen gültig sind. Diese olympischen Regeln bestimmen beispielsweise die Startreihenfolge, die sich in jedem Lauf ändert. Während sie sich in den ersten beiden Durchgängen der Einsitzerwettbewerbe (beziehungsweise im ersten Durchgang des Doppelsitzerrennens) an den Startnummern orientiert, eröffnet im dritten Lauf der Bestplatzierte den Wettkampf und der Letztplatzierte startet zum Schluss. Im abschließenden Durchgang kehrt sich diese Reihenfolge ein weiteres Mal um, sodass die am weitesten vorne liegenden Rodler das Rennen beschließen. Für die Nominierung der Teilnehmer sind die Nationalen Olympischen Komitees verantwortlich; diese dürfen jedoch nur Sportler berufen, die allgemein zu FIL-Wettbewerben zugelassen sind. Damit können nur Rodler an Olympischen Spielen teilnehmen, die einen Rennrodellehrgang abgeschlossen und die im Training ein vorher festgesetztes Zeitlimit erreicht haben.
Zudem erklärt die FIL, dass sie selbst – und nicht das jeweilige Organisationskomitee – das oberste Organ der olympischen Wettbewerbe darstellt. Daher müssen alle Programmvorschläge der Veranstalter von der FIL genehmigt werden; die Organisatoren sind außerdem verpflichtet, von der FIL geforderte Änderungen umzusetzen.

## Historische Entwicklung

### Der Weg zur olympischen Premiere (bis 1964)

Logo des Internationalen Olympischen Komitees (IOK)

Der erste internationale Rodelwettkampf fand im Jahr 1883 in der Schweiz statt. In den folgenden Jahrzehnten entwickelte sich das Rodeln von einer ursprünglich auf die Alpenländer begrenzten Sportart zu einer international anerkannten Disziplin mit eigenen Länderverbänden. Auf die 1914 ausgetragenen ersten Europameisterschaften folgte etwa zehn Jahre später die Gründung der Fédération Internationale de Bobsleigh et de Tobogganing (FIBT), die mehrere Jahrzehnte lang auch für den Rodelsport zuständig war. Schon in den frühen 1930er-Jahren stellten die ersten nationalen Verbände die Forderung auf, Rodeln – wie schon Bobsport und Skeleton – in das olympische Programm aufzunehmen. Den ersten Antrag an das Internationale Olympische Komitee (IOK) mit diesem Anliegen stellte die Rodelsektion der FIBT im Februar 1935. Da bis zu den nächsten Olympischen Spielen lediglich ein Jahr verblieb, lehnte die IOK-Versammlung die Bitte auf die kurzfristige Aufnahme ab. Mit dem Ausbruch des Zweiten Weltkriegs im Jahr 1939, durch den sowohl der internationale Rodelsport als auch die regelmäßige Austragung der Olympischen Spiele zum Erliegen kam, wurde das gesamte Anliegen zunächst hinfällig.
Nachdem bereits seit 1951 wieder Europameisterschaften stattfanden, griffen zu Beginn der 1950er-Jahre einige Rodelfunktionäre erneut die Idee auf, beim IOK die Aufnahme der Sportart ins olympische Programm zu beantragen. Bevor dieses Gesuch offiziell der IOK-Session, dem eigentlichen Entscheidungsgremium, vorgelegt werden konnte, musste es diverse Instanzen durchlaufen. Zunächst unterzeichneten die Führer von sechs Nationalverbänden – darunter auch die früheren Europameister Paul Aste für Österreich sowie Rudolf Maschke für Deutschland – im Januar 1952 einen Brief an den Kongress der FIBT, der besonders die Popularität und weite Verbreitung der Disziplin hervorhob. Da der Rodelsport zu jener Zeit noch keinen eigenen Dachverband hatte, mussten sämtliche Anträge an das IOK über die FIBT weitergeleitet werden. Deren Präsident trug das Anliegen kurze Zeit darauf einer Unterkommission des IOK vor, die den Vorschlag annahm und ankündigte, ihn im Mai 1954 auf der IOK-Sitzung in Athen vorzustellen. In den zwei Jahren, die zwischen Einreichung und Entscheidung des Antrags lagen, beobachteten Vertreter des Komitees mehrmals Rodelveranstaltungen (wie etwa die kontinentalen Wettkämpfe 1952 in Garmisch) und zeigten sich anschließend meist von der Sportart überzeugt.
Am 13. Mai 1954 legte das IOK auf seiner 50. Session fest, dass Rodeln im Programm der Olympischen Winterspiele den Skeletonsport ersetzen sollte. Letzterer war 1928 und 1948 bei den Spielen in St. Moritz olympisch gewesen, der Stadt, die mit dem Cresta-Sport das „Mekka“ und Zentrum der Sportart war. An den Wettkämpfen hatten jedoch nur 10 und 15 Athleten teilgenommen. Hingegen regelte die Versammlung noch nicht, wann der Rodelsport seine olympische Premiere feiern sollte. Da Innsbruck zunächst als Favorit für die Ausrichtung der Olympischen Winterspiele 1960 galt und Österreich in dieser Zeit eine der erfolgreichsten Rodelnationen darstellte, bestand der Plan, die Disziplin bei diesen Spielen debütieren zu lassen. Als jedoch im Mai 1955 die Winterspiele 1960 überraschend an das US-amerikanische Squaw Valley vergeben wurden, entschieden die dortigen Organisatoren, auf den Bau einer Bob- und Rodelbahn zu verzichten, da sich nicht genügend Teilnehmer gefunden hatten. Somit verschob sich die Olympiapremiere des Rennrodelns um mindestens vier weitere Jahre.
In dieser Zeit entwickelte sich die Sportart erheblich weiter. Im Januar 1954, vier Monate vor der olympischen Versammlung in Athen, entschieden die Mitglieder der FIBT-Rodelsektion, sich von der Bobvereinigung zu lösen und einen eigenen Dachverband aufzubauen. Es dauerte mehr als drei Jahre, bis dieses Ziel mit der Gründung der Fédération Internationale de Luge (FIL) erreicht wurde. Das Amt des ersten FIL-Präsidenten übernahm der Österreicher Bert Isatitsch, der zuvor schon die Rodelsektion innerhalb der FIBT geleitet hatte. Isatitsch wurde in den folgenden 30 Jahren nach der Meinung vieler Beobachter zum prägenden Mann des Rennrodelns, dessen Verdienste besonders in der olympischen Etablierung der Sportart lagen. 1955 fanden als weiterer Schritt zur Internationalisierung erste Weltmeisterschaften statt, bei denen jedoch ausschließlich Europäer starteten, obwohl kurz zuvor schon die Vereinigten Staaten sowie Kanada der Rodelsektion beigetreten waren. Nachdem die FIL im September 1957 auf der IOK-Sitzung in Sofia endgültig vom IOK als eigenständiger Dachverband anerkannt worden war, konnte Isatitsch auf der nächsten Sitzung des Komitees 1959 in München die Interessen der Sportart selbst vertreten. Dort vergaben die Delegierten in einer klaren Abstimmung die Olympischen Winterspiele 1964 nach Innsbruck; gleichzeitig legten sie Rodeln als olympische Disziplin für diese Spiele fest. Auf der Versammlung 1961 wurde das Programm vorgestellt: Das olympische Rodeln sollte in den drei Wettkämpfen durchgeführt werden, die sich schon bei Welt- und Europameisterschaften bewährt hatten – im Einsitzer der Männer und Frauen sowie im Doppelsitzer. Ungewiss war zuvor die Aufnahme des Fraueneinsitzers gewesen, über die sich Isatitsch besonders erfreut zeigte.

### Olympische Anfänge auf Natureis (1964 bis 1972)

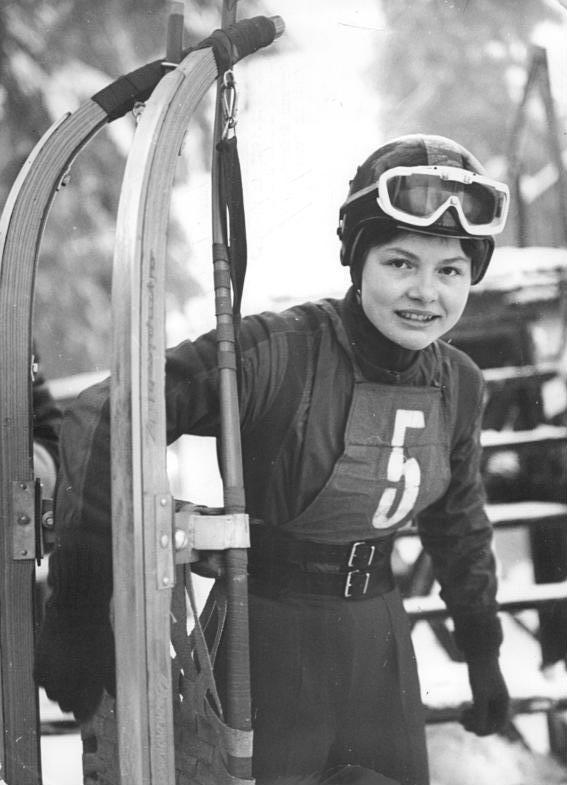
Erste Rodel-Olympiasiegerin Ortrun Enderlein

Schon kurz nachdem Innsbruck die Zusage für die Olympischen Winterspiele 1964 erhalten hatte, begann im Innsbrucker Ortsteil Igls der Bau der Natur-Bob- und Rodelbahn. Mit Ausnahme eines Schneemangels im Winter 1963 gab es keine technischen Probleme bei der Konstruktion; das Schweizer IOK-Mitglied Albert Mayer bezeichnete die Bahn später als die „perfekteste aller Pisten, die [er] während [s]einer Sportlerlaufbahn kennengelernt habe“. Auch ansonsten zeigte sich Mayer von der „in jeder Hinsicht perfekt[en]“ Organisation beeindruckt, er habe über diese nur Komplimente gehört. Weitere Beobachter zogen ebenfalls ein überaus positives Fazit: In der deutschen Fachzeitschrift Olympisches Feuer sah Gerhard Strabenow durch den Verlauf der Rennen bewiesen, dass „Rennrodeln ein Wettkampf ist, der die ganze Kühnheit und Entschlossenheit, die beste Kondition und das große Können eines wahren Sportsmannes verlangt“. Der FIL-Präsident Bert Isatitsch sprach von den „aufregendsten Stunden seines Lebens“; er sei stolz, dass sein Einsatz der vielen Jahre mit diesem Erfolg gekrönt worden sei. Sportlich prägten besonders die Athleten der gesamtdeutschen Mannschaft den Olympiaeinstand des Rennrodelns: In den beiden Einzeldisziplinen gab es jeweils deutsche Doppelsiege – bei den Männern wurde Thomas Köhler erster Rodelolympiasieger, bei den Frauen Ortrun Enderlein (beide aus der DDR). Im Doppelsitzer triumphierte dagegen das österreichische Duo Josef Feistmantl/Manfred Stengl, nachdem die deutsche Paarung in Führung liegend, gestürzt war. Auch zuvor war es im Training zu Unfällen gekommen; bei einem von diesen starb der 54-jährige Brite Kazimierz Skrzypecki. Skrzypecki war der erste Sportler, der bei Olympischen Winterspielen ums Leben kam.
Vier Jahre darauf knüpften die Rennen 1968 in Grenoble nicht an die erfolgreiche Olympiapremiere an. Zunächst zeigte sich, dass die Präparation der im Vorfeld als hervorragend eingeschätzten Strecke den Witterungsverhältnissen nicht standhalten konnte. Die einzelnen Läufe mussten häufig verschoben und neu angesetzt werden; erst mit einer halben Woche Verspätung – am 11. Februar – begannen die Wettkämpfe. Nach den ersten Durchgängen mussten die Rennen jedoch ein weiteres Mal unterbrochen werden: Wiederum pausierte das Geschehen für vier Tage, ehe die Bahn am 15. Februar erneut wettbewerbsfähig präpariert war und die beiden Einsitzerwettkämpfe fortgeführt wurden. Als am nächsten Tag die Bedingungen ein weiteres Mal eine Fortsetzung der Wettbewerbe unmöglich machten, entschied die Jury, beide Einzelrennen vorzeitig nach nur drei Läufen abzubrechen, damit die Doppelsitzer ihren Wettkampf absolvieren konnten. Davon profitierte der Österreicher Manfred Schmid, der den Männerwettkampf vor zwei DDR-Athleten gewann. Diese dominierten dafür das Frauenrennen: Nach drei Durchgängen belegten sie die Positionen eins, zwei und vier. Nach einer vor dem dritten Lauf durchgeführten Schlittenkontrolle wurde den DDR-Rodlerinnen seitens eines BRD-Vertreters vorgeworfen, die Kufen ihres Sportgerätes vor dem Rennen angeheizt gehabt zu haben. Damit verstießen sie gegen eine seit 1965 bestehende Regel, die dies ausdrücklich untersagte, sodass die drei betroffenen Sportlerinnen – angeführt von Titelverteidigerin Ortrun Enderlein – nach Absolvieren des dritten Laufs disqualifiziert wurden. An ihrer Stelle wurde die Italienerin Erika Lechner vor zwei westdeutschen Athletinnen zur Olympiasiegerin ausgerufen. Mehrere DDR-Funktionäre beschwerten sich daraufhin beim IOK, sahen eine „antikommunistische Provokation“ und verlangten eine Aufhebung des Ausschlusses. Dieser Forderung wurde nicht stattgegeben. Laut 2006 aufgetauchter Unterlagen des MfS soll Lucjan Świderski von den Verbänden der Bundesrepublik Deutschland und Österreichs für sein Handeln bestochen worden sein. Die Frage, ob die DDR-Rodlerinnen betrogen haben oder vielmehr um ihre verdienten Medaillen betrogen wurden, ist bis heute nicht endgültig aufgeklärt, wenngleich mittlerweile selbst in den Leitmedien der bundesdeutschen Presse davon ausgegangen wird, dass es in Grenoble gar keinen Betrug durch die Athletinnen gegeben hatte. Der Präsident der FIL, Josef Fendt, lehnte jedoch 2006 ein Neubewertung des Falls während seiner Amtszeit ab. Im Doppelsitzerwettkampf triumphierten Klaus-Michael Bonsack und Thomas Köhler. Köhler wurde damit als erster Rodler Doppelolympiasieger, nachdem er 1964 den Einsitzerwettbewerb für sich entschieden hatte.
Obwohl bei den Rodelgroßereignissen Anfang der 1970er-Jahre viele Titel auch an Athleten aus anderen Nationen vergeben wurden, setzte sich bei den Olympischen Winterspielen 1972 in Sapporo die als „geradezu ernüchternd“ beschriebene Überlegenheit der ostdeutschen Rennrodler fort: Die DDR-Sportler, die zuvor wissenschaftlich auf die Bahn vorbereitet und ausgerüstet worden waren, gewannen alle acht möglichen Medaillen (im Doppel starteten nur bis zu zwei Teams pro Land), darunter die goldenen in sämtlichen Disziplinen. Lediglich im Doppelsitzerwettkampf hielt das italienische Duo Paul Hildgartner/Walter Plaikner mit und teilte sich anschließend die Goldmedaille mit Horst Hörnlein und Reinhard Bredow. Beide Teams hatten auf die Hundertstelsekunde die gleiche Zeit erreicht. Um ein solches Unentschieden in Zukunft zu vermeiden, bestimmte die FIL ab 1976 die Ergebnisse auf die Tausendstelsekunde genau. Zuvor hatte die Zeitnahme im gleichen Wettkampf bereits für ein anderes Problem gesorgt: Der erste Durchgang musste wiederholt werden, nachdem eine Fehlfunktion bei der Sekundenmessung festgestellt worden war. Die siegreichen Italiener protestierten gegen diese Entscheidung; die Organisatoren wiesen den Einspruch jedoch ab. Bei den Frauen triumphierte Anna-Maria Müller, die vier Jahre zuvor noch von der Disqualifikation der DDR-Sportlerinnen betroffen gewesen war. Den Männerwettkampf gewann Wolfgang Scheidel, der wie auch Müller im Anschluss an die Spiele vom Leistungssport zurücktrat. Deutlich geschlagen wurden die bei Welt- und Europameisterschaften erfolgreichen Österreicher, Polen und Westdeutschen. Letztere hatten ebenfalls viel Geld – geschätzte 100.000 Mark – in die Olympiavorbereitungen investiert und erreichten schließlich nicht mehr als einen vierten und zwei fünfte Ränge. Damit war das bundesdeutsche Team nur unwesentlich erfolgreicher als die gastgebende japanische Mannschaft (ein vierter und ein fünfter Platz), die erst wenige Jahre Mitglied der FIL war.

### Weitere DDR-Überlegenheit (1976 bis 1988)

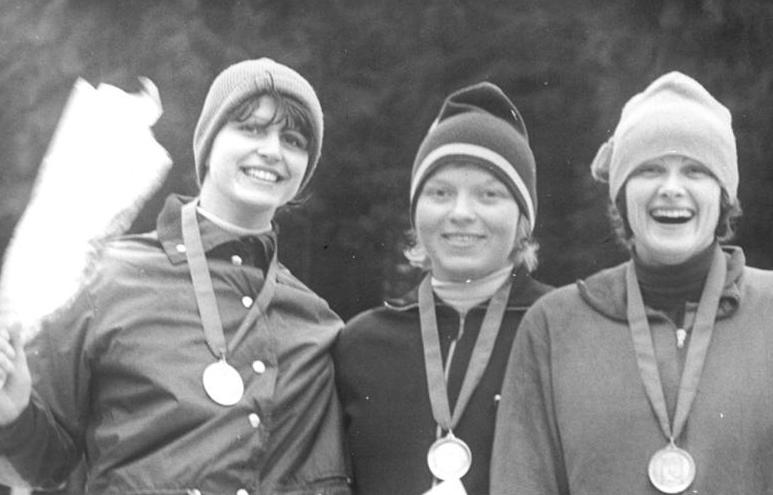
Siegerehrung der DDR-Meisterschaften im Januar 1976: Die beiden Erstplatzierten Margit Schumann (Mitte) und Ute Rührold (links) gewannen auch einen Monat später bei Olympia Gold und Silber.

Schon 1972 hatten besonders die DDR-Sportler damit begonnen, technische Neuerungen bei den Olympischen Winterspielen einzuführen. 1976 in Innsbruck setzte sich dieser Trend fort, sodass die Rodelwettbewerbe – die zum ersten Mal auf einer künstlich vereisten Bahn stattfanden – im Rückblick als „Kämpfe der Techniker, Erfinder und Konstrukteure“ bezeichnet wurden. Besonders innovativ zeigten sich die westdeutschen Teilnehmer, die den Wettkampf in Lackanzügen und Krallenhandschuhen auf Vollkunststoffschlitten absolvierten. Zudem trugen die Rodler aus der Bundesrepublik Helme, die sich nach hinten zu einer Spitze verengten und sich im Windkanal als aerodynamisch vorteilhaft herausgestellt hatten. Über den Nutzen dieser „Eierkopfhelme“ gab es unterschiedliche Meinungen: Das Nachrichtenmagazin Der Spiegel sah in den Helmen eine Ursache darin, dass „die Bundeseierköpfe“ den DDR-Favoriten wieder ebenbürtig waren; andere Rückblicke schätzten die Neuerungen als „nicht rennentscheidend“ ein. Tatsächlich waren die westdeutschen Rodler erfolgreich wie nie zuvor bei Olympischen Spielen, mit zwei Silber- und einer Bronzemedaille. Alle drei Titel sowie zwei weitere Podiumsplatzierungen waren wie schon 1972 das Ergebnis der DDR, für die Dettlef Günther, Margit Schumann sowie das Doppel Hans Rinn/Norbert Hahn triumphierten. Eine Klage des Österreichers Manfred Schmid, die Deutschen würden im Training bevorzugt, blieb folgenlos, ebenso eine Beschwerde gegen die DDR-Athleten wegen angeblicher Manipulation, die sich als unbegründet erwies. Neben den bereits olympiaerfahrenen Japanern starteten erstmals auch Taiwaner bei Rodelwettkämpfen, die ihre Schlitten erst in Innsbruck erhalten hatten. Sowohl im Ein- als auch im Doppelsitzer zeigten diese „Exoten“ bessere Leistungen als einige Athleten aus Kanada oder den Vereinigten Staaten. Dennoch beendete Hwang Liu-chong den Wettbewerb als Letzter mit fast zwei Minuten Rückstand, da er nach einem guten ersten Lauf sowohl im zweiten als auch im dritten Durchgang stürzte. Der nach insgesamt 5:22,646 Minuten ins Ziel gekommene Hwang hält bis heute den Rekord für die langsamste Gesamtzeit im Rennrodeln.

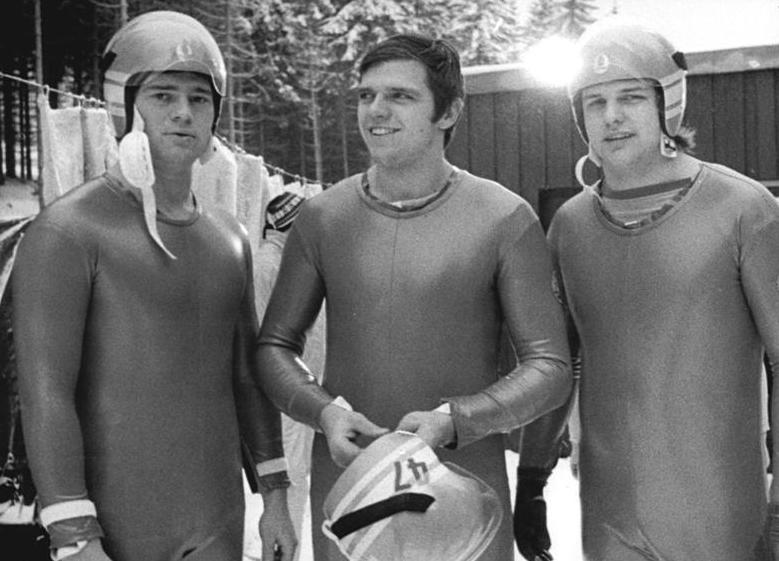
Drei DDR-Olympiasieger: Dettlef Günther, Hans Rinn und Bernhard Glass (v. l. n. r.)

Gegen Ende der 1970er-Jahre waren neben den etablierten Rodelnationen aus beiden Teilen Deutschlands, Italien und Österreich auch Sportler aus der Sowjetunion (UdSSR) bei internationalen Großereignissen erfolgreich gestartet. Auch bei den Olympischen Winterspielen 1980 in Lake Placid konnten besonders bei den Frauen die UdSSR-Rodlerinnen mithalten und in die Entscheidung um die vorderen Plätze erfolgreich eingreifen: Vera Zozuļa gewann mit deutlichem Vorsprung von über einer Sekunde die Goldmedaille, Ingrīda Amantova erreichte Rang drei. Damit ist Zozuļa bis heute (Stand: 2018) die einzige nicht deutschsprachige Olympiasiegerin im Rodeln. Im Männerwettkampf siegte nach vielen Favoritenstürzen Bernhard Glass aus der DDR; im Doppelsitzerwettbewerb triumphierten seine Teamkollegen Hans Rinn und Norbert Hahn, die somit als erste Rodler ihren Olympiaerfolg in der gleichen Disziplin wiederholten. Insgesamt verteidigte die DDR mit zwei Siegen ihren Status als führende Rodelnation, mit lediglich drei Medaillen gewann sie aber so wenige Medaillen wie zuvor nur 1968.
Diese Entwicklung setzte sich auch vier Jahre später, 1984 in Sarajevo fort. Zum ersten Mal in der olympischen Rodelgeschichte gewannen die ostdeutschen Sportler keine Medaille im Einsitzer der Männer; auch im Doppelsitzerwettkampf erreichte das Duo Jörg Hoffmann/Jochen Pietzsch nur knapp die Bronzemedaille. Die Ursache für das schwache Abschneiden der männlichen DDR-Rodler sahen die meisten Beobachter darin, dass die unerfahrenen Nachwuchsathleten nicht in der Lage waren, die 1980 zurückgetretenen Spitzenathleten um Hans Rinn vollwertig zu ersetzen. Von dieser Schwäche profitierten unter anderem die westdeutschen Athleten, die im Doppelsitzerrennen durch Hans Stanggassinger und Franz Wembacher ihre erste olympische Goldmedaille im Rennrodeln gewannen. Den Einsitzerwettkampf der Männer entschied Paul Hildgartner für sich, der bereits zwölf Jahre zuvor Olympiasieger im Doppelsitzer geworden war. Der Frauenwettbewerb endete mit einem Dreifacherfolg der DDR-Sportlerinnen, angeführt von Steffi Martin, die sich anders als ihre männlichen Teamkollegen keine Fehler während der vier Läufe leisteten.
1988 in Calgary unterstrich die DDR bei ihrem letzten olympischen Auftritt mit drei Goldmedaillen ein weiteres Mal ihre Überlegenheit in dieser Sportart. Besonders bei den Frauen entstanden große Zeitabstände zwischen den drei ostdeutschen Rodlerinnen, denen zum dritten Mal ein Dreifacherfolg gelang, und den restlichen Athletinnen. Die viertplatzierte Westdeutsche Veronika Bilgeri, die in der Nachschau als „Erste im Team ‚Rest der Welt‘“ bezeichnet wurde, hatte fast anderthalb Sekunden Rückstand auf die Dritte; zwischen Platz eins und Rang drei lagen dagegen nur etwa 0,2 Sekunden. Knapper als der Fraueneinsitzer endeten die Männerwettbewerbe, in denen der Vorsprung der siegreichen DDR-Rodler jeweils wenige Zehntelsekunden betrug. Insbesondere für das Einsitzerrennen gab es im Vorfeld keinen klaren Favoriten: Der amtierende Weltmeister Markus Prock aus Österreich fiel bereits nach dem ersten Lauf weit zurück und verpasste als Elfter schließlich die Top Ten, der mittlerweile 35-jährige Titelverteidiger Paul Hildgartner platzierte sich bei seiner fünften Olympiateilnahme einen Rang vor Prock und griff somit ebenfalls nicht in den Kampf um die Medaillen ein. Von den restlichen Fahrern erreichte keiner die Zeiten des Ostdeutschen Jens Müller, der vor Georg Hackl triumphierte. Für Hackl bedeutete die Silbermedaille den Auftakt einer 14-jährigen Erfolgsserie, in der er insgesamt fünfmal das olympische Podium besteigen konnte. Den Doppelsitzerwettkampf entschied das Weltmeisterduo Jörg Hoffmann/Jochen Pietzsch für sich, Zweite wurden ihre Teamkollegen Stefan Krauße und Jan Behrendt, die zuvor noch nie an einem Großereignis teilgenommen hatten.

### Gesamtdeutsche Erfolge und zunehmende Internationalisierung (1992 bis 1998)

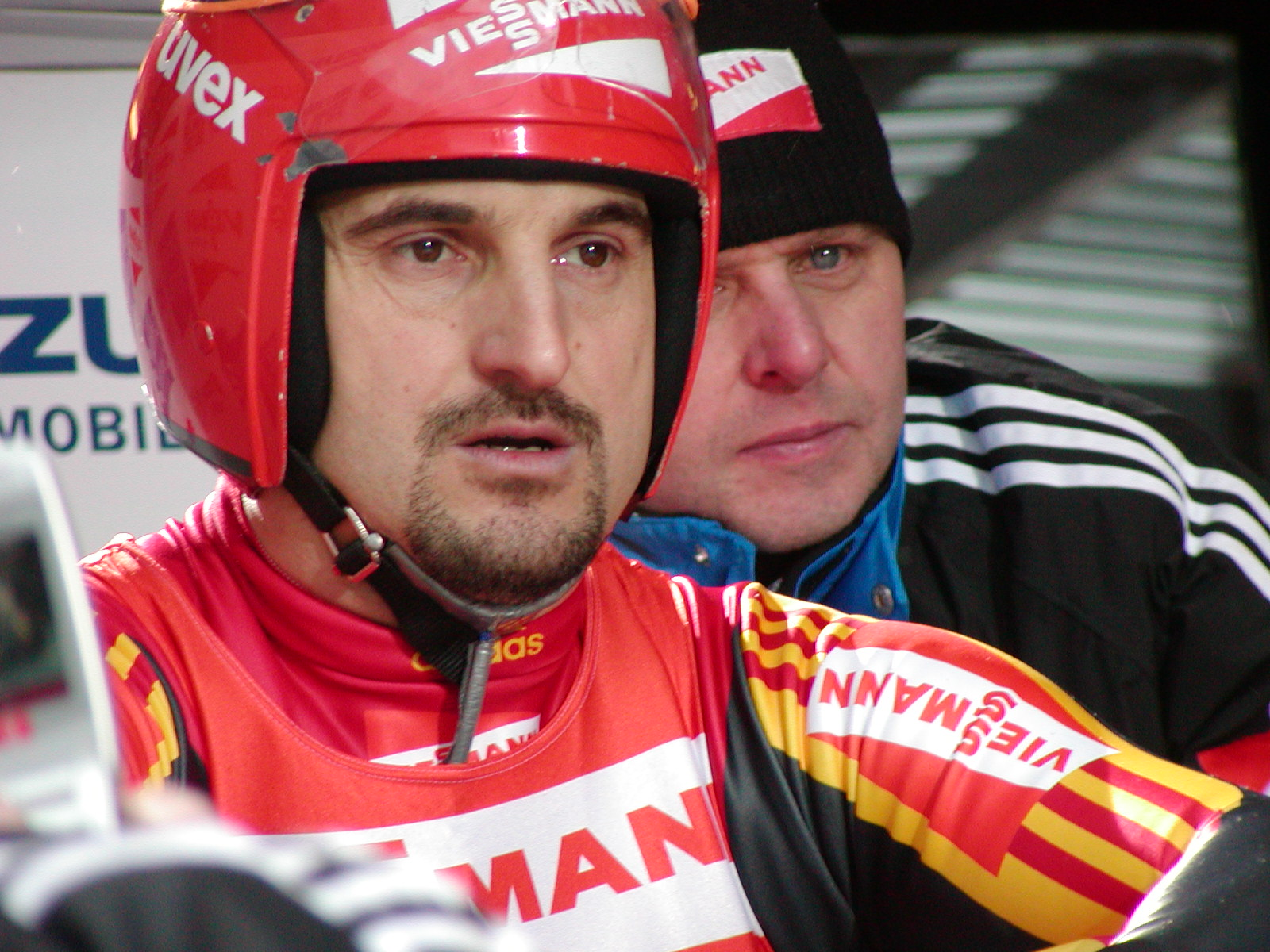
Georg Hackl gewann zwischen 1988 und 2002 fünf olympische Medaillen und ist damit bis heute einer der erfolgreichsten Rodler bei Olympischen Spielen.

Insgesamt hatten die DDR-Sportler 1988 sechs der neun Medaillen gewonnen, zwei weitere waren an die westdeutschen Teilnehmer gegangen. Mit der Deutschen Wiedervereinigung am 3. Oktober 1990 fielen auch die beiden Rodelmannschaften zusammen, sodass ab der Saison 1990/91 zum ersten Mal seit 1964 wieder ein gesamtdeutsches Team bei Rodelveranstaltungen startete. Viele ehemalige DDR-Sportler setzten ihre Erfolge auch nach der Wiedervereinigung fort, so etwa das Doppel Stefan Krauße/Jan Behrendt oder die Weltmeisterin von 1990, Gabriele Kohlisch. Bei den Frauen dominierte das gesamtdeutsche Team – weiterhin mit vielen in der DDR ausgebildeten Sportlerinnen – ab Mitte der 1990er-Jahre die internationalen Ereignisse, auch die deutschen Männer waren gemeinsam mit den Italienern und Österreichern am erfolgreichsten. Neben den etablierten mitteleuropäischen Nationen gelangen auch den US-Amerikanern Achtungserfolge; im Einsitzer der Männer schlossen zudem einige Russen und Letten zur Weltspitze auf. Dennoch kamen auch die Olympiasieger der 1990er-Jahre allesamt entweder aus Deutschland, Italien oder Österreich.
Die beiden bestimmenden Rodelnationen der Olympischen Spiele 1992 in Albertville waren Deutschland und Österreich, die zusammen acht der neun Medaillen gewannen. Die vom DDR-Olympiasieger Klaus Bonsack trainierte österreichische Mannschaft war besonders bei den Frauen erfolgreich, was wie schon in den 1970er-Jahren zu Protesten bezüglich der technischen Neuerungen führte. Als nach dem ersten Wettkampftag drei Athletinnen aus dem Alpenland die ersten Plätze einnahmen, legten die italienischen und US-amerikanischen Trainer gemeinsam Einspruch gegen die ihrer Ansicht nach illegalen Anzüge der österreichischen Rodler ein. Die Jury wies diesen Protest ab, sodass am nächsten Tag Doris Neuner vor ihrer Schwester Angelika Neuner die erste österreichische Rodelgoldmedaille seit 24 Jahren gewann. Ihre Teamkollegin Andrea Tagwerker fiel am zweiten Renntag von Rang drei auf Rang sieben zurück und verhinderte damit einen Dreifacherfolg der Österreicher. In beiden Männerwettkämpfen triumphierten die Silbermedaillengewinner von 1988: Den Einsitzerwettbewerb entschied Georg Hackl mit drei Laufbestzeiten deutlich für sich, im Doppelsitzer siegten Stefan Krauße und Jan Behrendt. Hackl gewann in seinem vier Jahre alten Schlitten, nachdem er wegen schlechter Trainingsergebnisse auf das neu konstruierte Gerät verzichtet hatte. Für eine Besonderheit sorgten Sportler aus Bermuda und von den Amerikanischen Jungferninseln, die ihr Rodeldebüt bei Olympia gaben, dabei aber wie schon andere „Exoten“ einige Athleten aus etablierten Nationen hinter sich ließen.
Die Olympischen Winterspiele 1994 in Lillehammer fanden nur zwei Jahre nach den Wettkämpfen von Albertville statt, da das IOK beschlossen hatte, Winter- und Sommerspiele nicht mehr im gleichen Jahr auszutragen. Eine Folge dieser Änderung war die größere Kontinuität in der Weltspitze, die sich auch im Rennrodeln bemerkbar machte: Fünf der neun Medaillengewinner von 1992 gelang auch zwei Jahre später eine Platzierung unter den besten drei. Im Männereinsitzer war erneut Georg Hackl erfolgreich, Zweiter wurde ein weiteres Mal Markus Prock. Das Rennen zwischen den beiden war allerdings deutlich knapper als in Albertville; Hackl überholte Prock erst im letzten Durchgang mit lediglich 0,013 Sekunden Vorsprung. Die beiden weiteren Titel sicherten sich Sportler aus Italien – das Doppel Kurt Brugger/Wilfried Huber und Gerda Weißensteiner, die in allen vier Durchgängen die schnellsten Zeiten erzielte. Mit insgesamt vier Medaillen war Italien zum ersten Mal erfolgreichste Rodelnation bei Olympia, während die Deutschen mit nur drei Medaillen so schwach abschnitten wie nie zuvor.
Diese Stärke der italienischen Athleten blieb nur eine vorübergehende Erscheinung: In Nagano 1998 gewann das deutsche Team alle drei Goldmedaillen und erzielte damit den bis dahin größten Erfolg in dieser Disziplin nach der Wiedervereinigung. Als erster Rodler erlangte Georg Hackl seinen dritten olympischen Titel in Folge; er triumphierte mit einer halben Sekunde Vorsprung auf den zweitplatzierten Südtiroler Armin Zöggeler. Deutlich knapper fiel der Frauenwettbewerb aus, in dem Silke Kraushaar lediglich zwei Tausendstelsekunden schneller als ihre Teamkollegin Barbara Niedernhuber war. Als erste Nichteuropäer gewannen die beiden US-amerikanischen Doppel Chris Thorpe/Gordy Sheer und Brian Martin/Mark Grimmette olympische Rennrodelmedaillen. Sie platzierten sich auf dem zweiten und dritten Rang und wurden nur vom deutschen Duo Stefan Krauße/Jan Behrendt geschlagen, das zum zweiten Mal nach 1992 triumphierte und sich seine insgesamt dritte Medaille sicherte.

### Entwicklungen im frühen 21. Jahrhundert (2002 bis 2010)

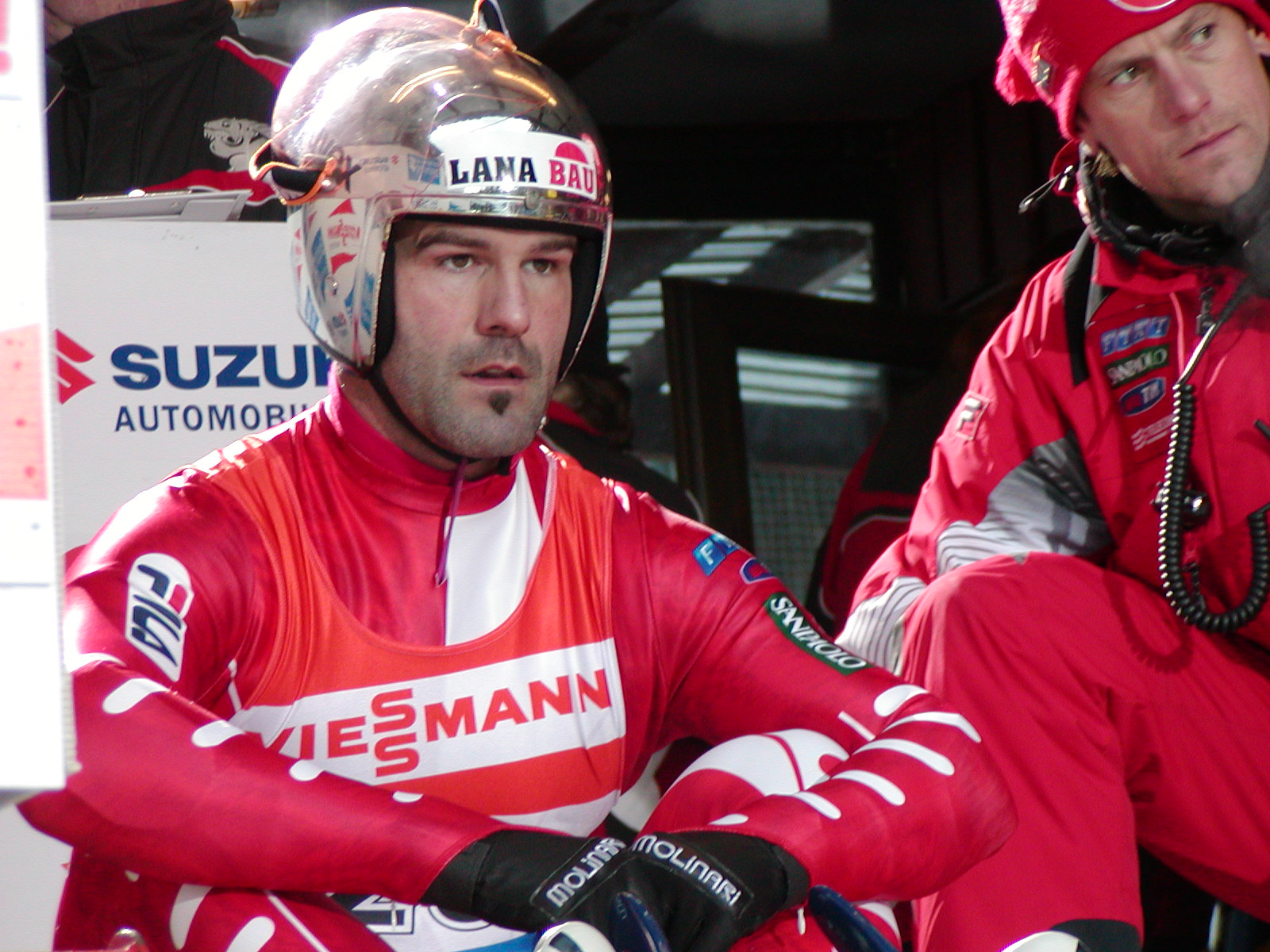
Armin Zöggeler, Olympiasieger der Jahre 2002 und 2006

Anders als bei den Olympischen Spielen der 1990er-Jahre war der Favoritenkreis für Olympia 2002 in Salt Lake City auf nur wenige Athleten begrenzt: Bei den Frauen gab es erwartungsgemäß wie bei allen Rodelgroßereignissen seit 1999 einen deutschen Dreifacherfolg. Dieser wurde von der Doppelweltmeisterin Sylke Otto angeführt, die sich vier Jahre zuvor nicht einmal für das deutsche Olympiateam qualifiziert hatte. Im Männereinsitzerwettkampf standen drei Athleten auf dem Podium, die alle bereits mindestens zwei olympische Medaillen gewonnen hatten. Armin Zöggeler entschied den Wettkampf für sich und verhinderte so den vierten Sieg in Folge für Georg Hackl, der vor dem Österreicher Markus Prock Zweiter wurde. Dennoch stellte Hackl einen olympischen Rekord auf, da er als erster Sportler überhaupt bei fünf Winterspielen in Folge eine Medaille gewinnen konnte. Im Doppelsitzerwettbewerb gab es auf dem Podium die gleiche Länderkonstellation wie 1998: Ein deutsches Duo – diesmal Patric Leitner/Alexander Resch – triumphierte vor zwei US-amerikanischen Teams. Zuvor waren beiden Paaren aus den Vereinigten Staaten Chancen eingeräumt worden, sich auf ihrer Heimbahn die erste Rodelgoldmedaille für ihr Land zu sichern.
Im Jahr 2006 schafften erstmals seit der Auflösung der Sowjetunion wieder osteuropäische Rodler den Sprung auf das olympische Podest: Im Einsitzerrennen der Männer gewann der Russe Albert Demtschenko die Silbermedaille, ihm folgte der Lette Mārtiņš Rubenis. Rubenis' Medaille war die erste, die Lettland als eigenständiges Land bei Winterspielen gewann; zuvor waren bereits einige Letten als Teil des sowjetischen Teams erfolgreich gewesen. Während der mittlerweile 39-jährige Georg Hackl bei seinem letzten olympischen Auftritt als Siebter eine Medaille deutlich verpasste und sogar schwächer als seine zwei Teamkollegen abschnitt, verteidigte Armin Zöggeler seinen 2002 erworbenen Olympiatitel. Der gleiche Erfolg gelang Sylke Otto, die ein weiteres Mal einen deutschen Dreifachtriumph anführte. Damit setzte sich die seit nun sieben Jahren bestehende Serie fort, dass deutsche Rodlerinnen bei allen Großereignissen zu dritt vorne lagen. Anders lag die Situation im Doppelsitzerwettkampf, in dem Patric Leitner und Alexander Resch ihren Erfolg von 2002 nicht wiederholen konnten und überraschend lediglich Rang sechs belegten. Die Goldmedaille errangen die beiden österreichischen Brüder Andreas und Wolfgang Linger. Im Laufe des Rennens kam es zu mehreren Stürzen, die in einem Fall damit endeten, dass ein Sportler – der Ukrainer Oleh Scherebyzkyj – wegen Kopfverletzungen ins Krankenhaus geflogen werden musste.

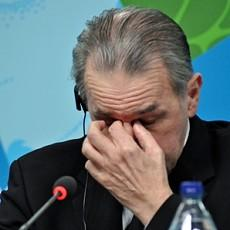
IOK-Präsident Jacques Rogge bei einer Pressekonferenz zum Tod des georgischen Rodlers Nodar Kumaritaschwili

Schon in den Jahren vor den Olympischen Winterspielen 2010 in Vancouver kritisierten Aktive und Funktionäre die dortige Rodelstrecke, das Whistler Sliding Centre. In Testfahrten überschritten die Athleten die geplante Spitzengeschwindigkeit von 135 Kilometern pro Stunde klar und stellten mit 154 km/h neue „Geschwindigkeitsweltrekorde“ auf. Dies löste eine Sicherheitsdiskussion aus, die jedoch zunächst keine unmittelbaren Folgen hatte. Am 12. Februar 2010, dem Tag der Eröffnungsfeier, verunglückte der georgische Rodler Nodar Kumaritaschwili, er prallte gegen einen ungeschützten Stahlträger der Bahnüberdachung und verstarb auf dem Weg ins Krankenhaus. Sein Tod bestimmte sowohl die olympische Berichterstattung als auch die Eröffnungsfeier, bei der ihm zu Gedenken eine Schweigeminute eingelegt wurde, und hatte schließlich zur Folge, dass die Renndistanzen verkürzt und zusätzliche Sicherheitsmaßnahmen eingerichtet wurden. Ansonsten führten die Veranstalter die Rennen wie geplant durch. Aufgrund der verkürzten Strecke gewann der Start an Bedeutung. Da die Deutschen regelmäßig die besten Anlaufzeiten erzielten, entstand für sie aus den Sicherheitsänderungen ein Vorteil, der insbesondere im Männereinsitzer deutlich wurde. Dort erreichten sie zum ersten Mal seit 1988 wieder einen Doppelsieg: Der 20-jährige Felix Loch war in allen vier Durchgängen am schnellsten und siegte vor seinem Teamkollegen David Möller. Armin Zöggeler gewann als Dritter seine insgesamt fünfte olympische Medaille und zog damit bezüglich der Anzahl der gewonnenen Medaillen mit Georg Hackl gleich. Zwei Medaillen – wie ihre männlichen Teamkollegen – gewannen auch die deutschen Frauen, deren Siegesserie ein Jahr zuvor bei den Rennrodel-Weltmeisterschaften 2009 von der US-Amerikanerin Erin Hamlin gebrochen worden war. Olympiasiegerin wurde erstmals Tatjana Hüfner vor der überraschend starken Österreicherin Nina Reithmayer, die damit die erste nichtdeutsche Rodelmedaille bei den Frauen seit 1998 gewann. Im Doppelsitzerwettkampf verteidigten die Linger-Brüder ihren Olympiatitel und gewannen das Rennen vor zwei weiteren Brüdern, Andris und Juris Šics aus Lettland.

### Einführung der Teamstaffel und anhaltende deutsche Erfolge (seit 2014)

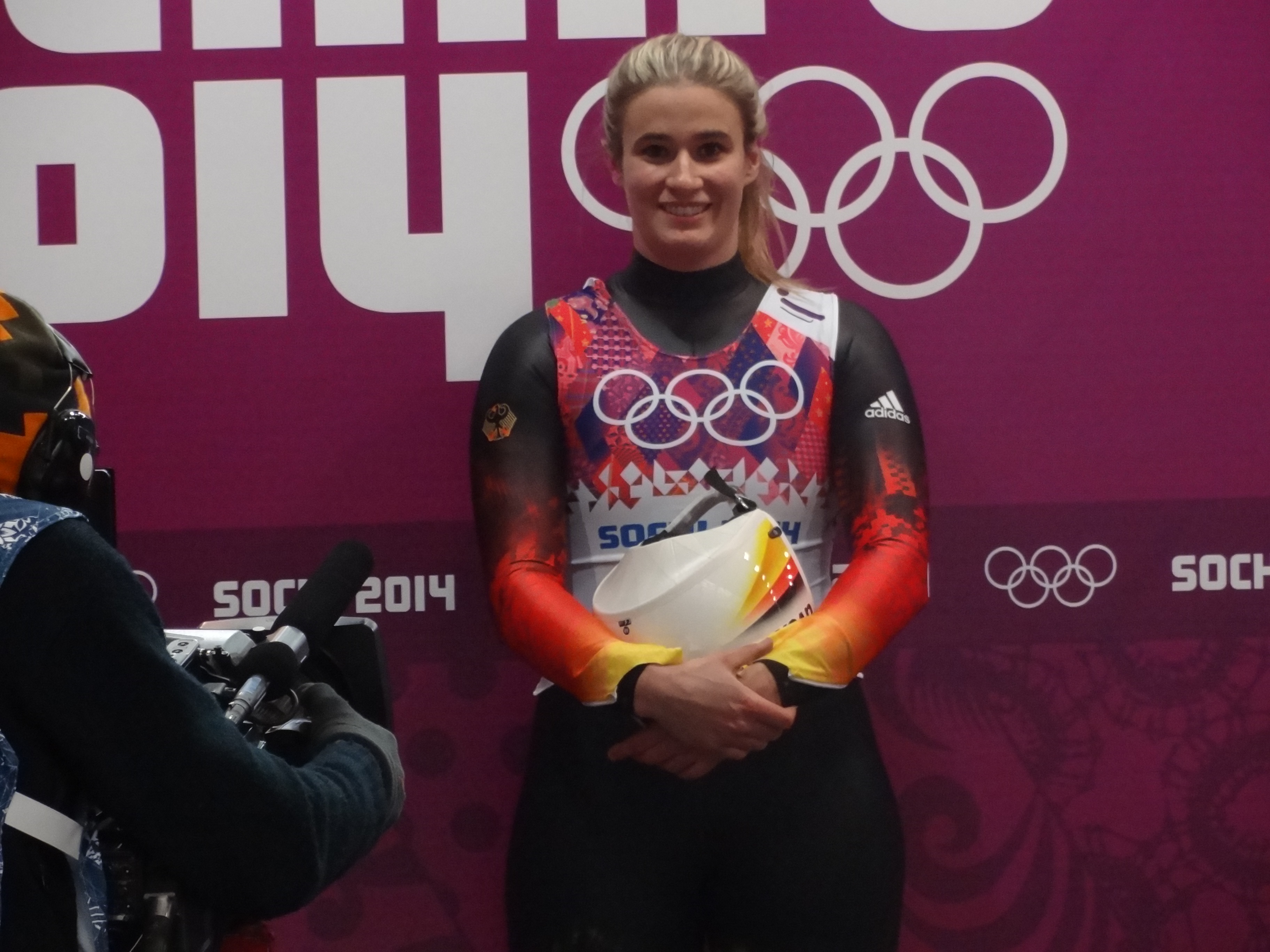
Natalie Geisenberger gewann 2014, 2018 und 2022 jeweils zwei Goldmedaillen: im Einsitzer und mit der Teamstaffel.

Die Winterspiele 2014 im russischen Sotschi erlebten mit der Einführung der Teamstaffel die erste Änderung im olympischen Rodelprogramm. Sowohl dieser Wettkampf als auch alle drei Einzelwettbewerbe wurden von deutschen Rennrodlern gewonnen: Bei den Männern verteidigte Felix Loch seinen 2010 errungenen Titel, das Frauenrennen entschied Natalie Geisenberger für sich und im Doppelsitzerwettkampf triumphierten Tobias Wendl und Tobias Arlt. Die Staffel setzte sich ausschließlich aus den Siegern der Einzelrennen zusammen, sodass Felix Loch am Ende der Spiele von Sotschi nach seinem Techniktrainer Georg Hackl der zweite Rodler mit drei Goldmedaillen war. Mit zwei Silbermedaillen für Albert Demtschenko und für die russische Teamstaffel war die Mannschaft des Gastgebers die zweitstärkste. Der 42-jährige Demtschenko stellte zudem den Rekord als ältester Medaillengewinner im Rennrodeln auf; dem zwei Jahre jüngeren Armin Zöggeler gelang es als erstem Athleten überhaupt, bei sechs aufeinanderfolgenden Spielen eine olympische Medaille zu gewinnen. Im Dezember 2017 erkannte das IOK sowohl Demtschenko als auch der russischen Staffel die Silbermedaille aufgrund von Doping-Manipulationen ab.
Im Laufe der Olympischen Spiele 2018 in Pyeongchang rückte die selektive Bahnkonstruktion in den Vordergrund, insbesondere die als besonders anspruchsvoll geltende Kurve neun des Olympic Sliding Centres. Nach einem Fahrfehler in dieser Kurve fiel der Titelverteidiger Felix Loch im abschließenden Lauf des Männer-Einsitzerwettbewerbs auf den fünften Rang zurück, nachdem er zuvor deutlich in Führung gelegen hatte. Es profitierte der Olympiadebütant David Gleirscher, der für Österreich die erste olympische Goldmedaille in diesem Wettkampf seit 50 Jahren gewann. Insgesamt setzte sich aber die Erfolgsserie deutscher Athleten mit Olympiasiegen in den drei weiteren Rennen fort, wobei Natalie Geisenberger und das Doppel von Tobias Wendl und Tobias Arlt ihre Erfolge von 2014 verteidigen konnten. Sowohl Geisenberger als auch Wendl/Arlt kamen – gemeinsam mit Johannes Ludwig – auch in der Teamstaffel zum Einsatz, in dem sie als erste Rodler ihren insgesamt vierten olympischen Titel erreichten.
Bei den Olympischen Winterspielen 2022 in Peking gewannen Natalie Geisenberger und Tobias Wendl/Tobias Arlt erneut zwei Goldmedaillen: Geisenberger entschied das Einsitzerrennen der Frauen vor ihrer Teamkollegin Anna Berreiter für sich, Wendl/Arlt schlugen im Doppelsitzer Toni Eggert und Sascha Benecken, ehe sie gemeinsam mit Johannes Ludwig – der Einsitzergold bei den Männern holte – auch in der Teamstaffel siegten. Als erste deutsche Wintersportler wurden Geisenberger, Wendl und Arlt damit sechsmalige Olympiasieger. Die zweiterfolgreichste Rodelmannschaft der Winterspiele von Peking war die österreichische, deren Sportler zwei Silbermedaillen und eine Bronzemedaille gewannen.

## Bemühungen um die Aufnahme neuer Wettbewerbe

### Rennrodeln auf Naturbahn – Naturbahnrodeln

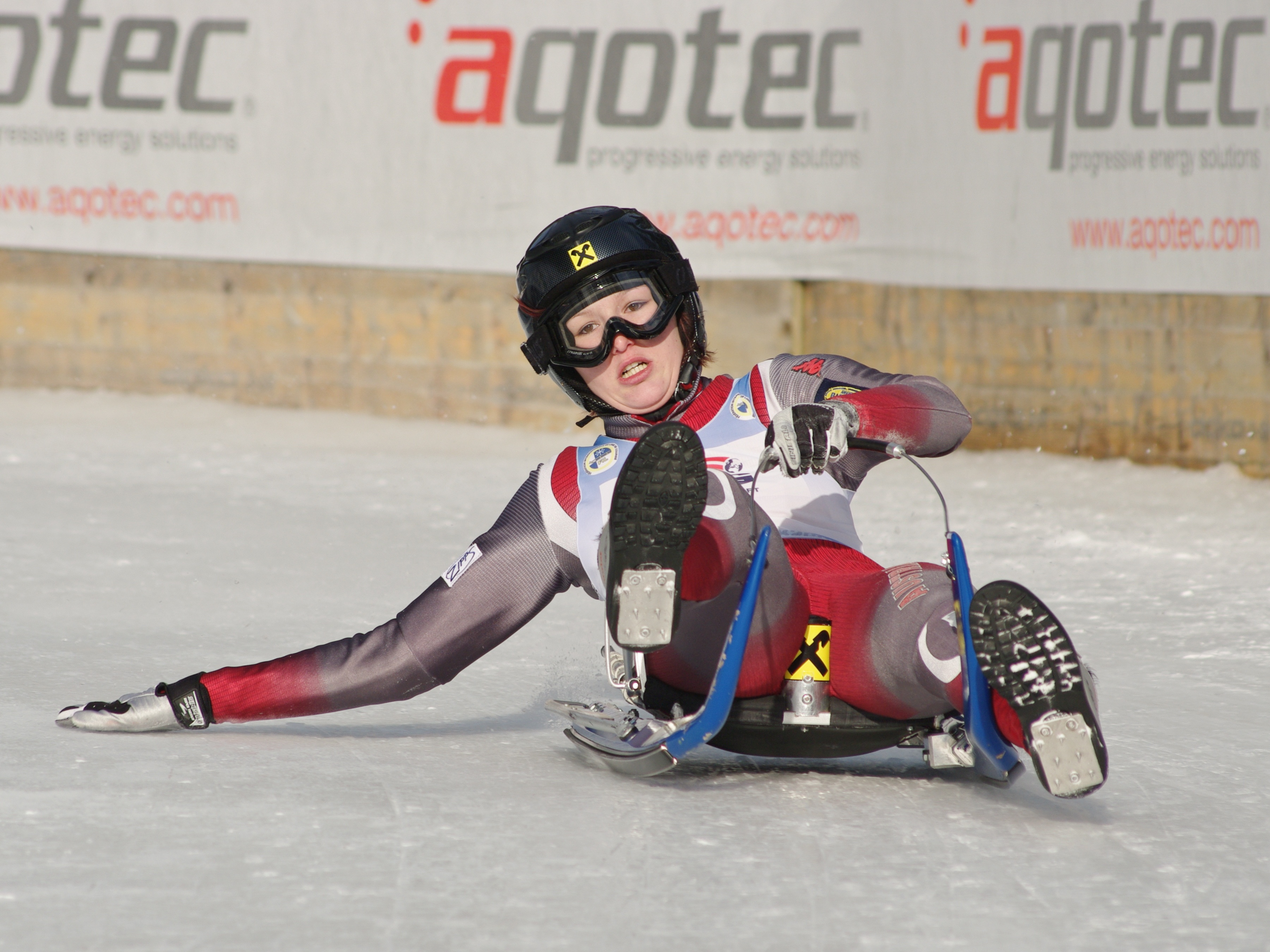
Seit fast 50 Jahren wird über die Aufnahme des Naturbahnrodelns ins olympische Programm diskutiert.

Bis zum Zweiten Weltkrieg fanden viele Rodelrennen, teilweise auch die internationalen Großereignisse, auf Naturbahnen statt. Dabei handelt es sich um Strecken, die sich an bestehenden Straßen orientieren und daher an die natürlichen Begebenheiten angepasst sind. In den 1950er-Jahren wurde der Rennrodelbetrieb zunehmend auf Kunstbahnen verlegt, deren Merkmale ausgebaute überhöhte Kurven sowie abgerundete Seitenwände waren. Dieser Bahntyp dominierte fortan und fast alle internationalen Wettkämpfe – auch die Olympiapremiere 1964 – fanden auf diesen künstlich hergestellten Strecken statt. Die Infrastruktur des Naturbahnrodelns verfiel dagegen in dieser Zeit, mehrere Vereine lösten sich auf und die Naturbahnen wurden nicht weiter benutzt. Um dem entgegenzuwirken, gründete sich innerhalb der FIL im Jahr 1966 eine eigene Naturbahnkommission, die sich ausschließlich um diese Sportart kümmerte und ab 1967 wieder internationale Rennen, ab 1970 erste Europameisterschaften austrug. An diesen Wettbewerben nahmen regelmäßig viele Sportler teil, da die Disziplin besonders in den Alpenländern populär war.
Aufbauend auf diesem Erfolg bat der österreichische FIL-Präsident Bert Isatitsch im März 1974 um die Aufnahme des Naturbahnrodelns als Demonstrationssportart für die Olympischen Winterspiele 1976 in Innsbruck. Isatitsch erklärte in seinem Antrag:

„Still, unermüdlich und bescheiden vollzog sich […] die Festigung des Naturbahnsports auf internationaler Ebene, wo echte Amateure im Sinne Olympias um Gold, Silber und Bronze kämpften! […] Hinter diesem Begehren […] stehen über 50.000 Amateursportler aus 26 Ländern[,] die all die Jahre hindurch Sport im Geiste Olympias ausübten […].“

Diesem Gesuch gab das IOK nicht statt; wie schon bei allen Winterspielen seit 1968 erlaubte es dem Gastgeberland keine Demonstrationswettbewerbe. Erfolglos blieb auch ein weiterer Antrag Isatitschs an die Programmkommission des IOK im Oktober 1976, dem Naturbahnrodelsport olympischen Status zu verleihen. Dennoch verfolgten Mitglieder der Naturbahnkommission das Anliegen weiter: Der 1977 gewählte Vorsitzende der Kommission, Hans Wanner, benannte zu Beginn seiner Amtszeit als eines seiner Hauptziele, den Naturbahnrodlern die Teilnahme an den Olympischen Winterspielen zu ermöglichen. Im Rahmen der Weltmeisterschaft 1982 kehrte das Thema ein weiteres Mal in die Medien zurück, als die Aktiven aus Polen, der Sowjetunion, der DDR und anderen Ostblockländern nicht an dem Großereignis teilnahmen. Den Vorwurf, diese Länder würden die Weltmeisterschaft boykottieren, um den Naturbahnrodelsport an sich zu sabotieren, wiesen die Verantwortlichen zurück. Dennoch äußerte sich der polnische FIL-Vizepräsident Lucjan Świderski gegen eine Aufnahme der Sportart ins olympische Programm, da er die Zeit als noch nicht reif betrachtete. Auch Isatitsch sah in der Wetterabhängigkeit der Disziplin einen Grund dafür, warum Naturbahnrodeln nicht als olympische Sportart angenommen würde.
Trotzdem folgten in den nächsten Jahren weitere Bemühungen zur Aufnahme des Naturbahnrodelsports in das Programm der Olympischen Spiele. Für die Olympischen Winterspiele 1984 und 1992 scheiterte die FIL aber neuerlich mit dem Versuch, Naturbahnrodeln als Demonstrationsbewerb auszutragen. 1998 wurde ein erneutes Ansuchen an das IOK gestellt, den Naturbahnsport 2006 in das olympische Programm aufzunehmen. Nach großen Bemühungen der FIL sprachen sich auch die Association of International Olympic Winter Sports Federations (AIOWF) und die Ausrichter der Spiele in Turin für eine Aufnahme aus. IOK-Vizepräsident Thomas Bach sah bei einer Pressekonferenz im Januar 2001 die FIL auf dem richtigen Weg, dennoch müssten noch einige Punkte verbessert werden. So sei der Leistungsabfall einiger Nationen zur Spitze noch zu groß und auch Fragen zur Infrastruktur müssten noch gelöst werden. Im Oktober 2001 kündigte FIL-Präsident Josef Fendt an, sein Verband werde „weiterhin große Anstrengungen unternehmen, um den Prozess zur Aufnahme des Naturbahnrodelns in das Programm der Olympischen Spiele in Turin 2006 erfolgreich abschließen zu können.“ Im August 2002 erteilte das IOK diesem Vorhaben jedoch eine Absage, zeigte sich aber offen für weitere Gespräche. Im Herbst 2005 sprach sich das IOK ein weiteres Mal gegen die Aufnahme des Naturbahnrodelns aus, nachdem es zuvor von Seiten der FIL bereits intensive Gespräche mit den Veranstaltern der Winterspiele 2010 in Vancouver gegeben hatte und diese sich an einer Erweiterung des Programms interessiert zeigten. Zwischenzeitlich stand auch eine Teilnahme der Naturbahnrodler an den Olympischen Jugend-Winterspielen 2012 in Innsbruck zur Frage; auch dieses Ziel wurde jedoch nicht erreicht, ebenso wie die Aufnahme ins olympische Programm der Winterspiele 2026.

### Mannschaftswettkampf und Team-Staffel
Jünger als die Bemühungen um das Naturbahnrodeln ist das Ziel, das seit 1964 aus drei Disziplinen bestehende olympischen Rodelprogramm um einen weiteren Kunstbahnwettbewerb zu ergänzen. Schon im Jahr 1988 stand ein solches viertes Rennen – in Form eines Mannschaftswettkampfes – erstmals bei den Europameisterschaften im Programm; ein Jahr später wurden die ersten Team-Weltmeister ermittelt. Bei dem Mannschaftswettbewerb, der seit dieser Zeit ein fester Bestandteil der Großereignisse war, starteten für eine Nation getrennt voneinander jeweils ein Mann, eine Frau sowie ein Doppel. Die Zeiten dieser drei einzelnen Teilnehmer wurden anschließend addiert, um das Siegerteam zu bestimmen. Nachdem sich der Wettkampf bei Welt- und Europameisterschaften etabliert hatte, stellte die FIL Mitte der 2000er-Jahre den Antrag, diese Disziplin als vierten olympischen Rodelwettbewerb bei den Spielen 2010 in Vancouver debütieren zu lassen. Im November 2006 lehnte das IOK dieses Gesuch ab. Josef Fendt, der Präsident der FIL, erklärte anschließend, das Anliegen des Rodelverbandes sei „Opfer einer Menge von Mannschafts-Wettbewerben, die ins Olympia-Programm drängten“ geworden.
Mit der Ablehnung durch das IOK war die Abschaffung des Mannschaftswettbewerbs in seiner bisherigen Form verbunden. Im Januar 2007 wurde er zum ersten Mal von einer Team-Staffel ersetzt. Bei dieser absolvierten die drei einzelnen Starter eines Landes ihre Läufe nicht mehr komplett voneinander getrennt, sondern unmittelbar aufeinanderfolgend. Sobald der erste Teilnehmer das Ziel erreicht hatte und eine spezielle Markierung getroffen hatte, öffnete sich am Start das Tor für den nächsten Athleten. Das Debüt dieser neuen Disziplin wurde von Zuschauern, Sportlern und Medien positiv aufgenommen, sodass ihre Austragung fortgesetzt wurde. Im Jahr 2010 reichte die FIL erneut einen Antrag beim IOK ein, die Team-Staffel ins olympische Programm der Spiele 2014 in Sotschi aufzunehmen. Am 6. April 2011 gab das Komitee bekannt, dass sein Präsident Jacques Rogge dem Antrag zugestimmt hatte, sodass die Team-Staffel 2014 erstmals als olympische Disziplin stattfinden konnte.

### Doppelsitzer der Frauen

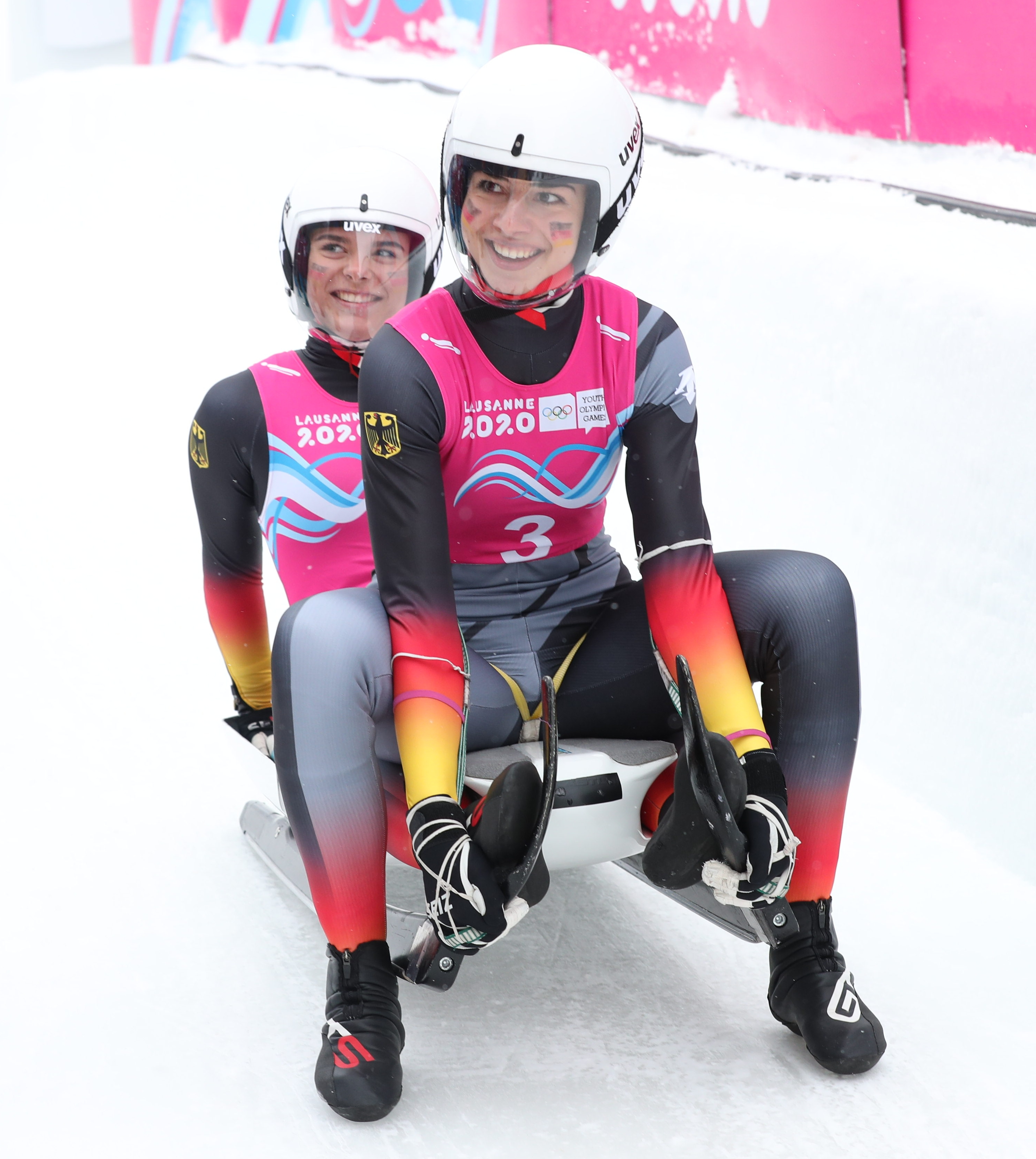
Jugend-Olympiasiegerinnen Jessica Degenhardt und Vanessa Schneider

Mit dem Ziel der Geschlechter-Gleichberechtigung verfolgte die FIL ab Ende der 2010er-Jahre die Etablierung eines eigenständigen Doppelsitzer-Wettbewerbs für Frauen. Ein solcher Wettkampf stand 2020 erstmals auf dem Programm der Olympischen Jugend-Winterspiele und wurde von Jessica Degenhardt/Vanessa Schneider gewonnen. Im Sommer 2022 beschloss das Internationale Olympische Komitee die Aufnahme des Frauen-Doppelsitzers in das Programm der Olympischen Winterspiele 2026.

## Ewiger Medaillenspiegel
Stand: 2022
| Rang | Land                                                                             | Goldmedaille    | Silbermedaille | Bronzemedaille | Total            |
| ---- | -------------------------------------------------------------------------------- | --------------- | -------------- | -------------- | ---------------- |
| 1    | Deutschland (davon DDR) (davon BR Deutschland) (davon Gesamtdeutsche Mannschaft) | 38 (13) (1) (2) | 26 (8) (4) (2) | 23 (8) (5) (1) | 87 (29) (10) (5) |
| 2    | Italien                                                                          | 7               | 4              | 7              | 18               |
| 3    | Österreich                                                                       | 6               | 10             | 9              | 25               |
| 4    | Russische Föderation (davon Sowjetunion)                                         | 1 (1)           | 5 (2)          | 4 (3)          | 10 (6)           |
| 5    | Vereinigte Staaten                                                               | 0               | 3              | 3              | 6                |
| 6    | Lettland                                                                         | 0               | 1              | 4              | 5                |
| 7    | Kanada                                                                           | 0               | 1              | 1              | 2                |